# آنتیگوآ
آنتیگوآ (به انگلیسی: Antigua) یکی از دو جزیرهٔ اصلی تشکیل‌دهندهٔ کشور آنتیگوآ و باربودا در منطقهٔ دریای کارائیب است. این جزیره جزو جزایر بادپناه است.

## خصوصیات
جزیره آنتیگوا ۲۸۱ کیلومترمربع مساحت و ۸۰٬۱۶۱ نفر جمعیت دارد.
شهر سینت جانز پایتخت کشور در این جزیره واقع شده‌است.
آنتیگوآ یکی از گریزگاه‌های مالیاتی است که به همراه ۱۹ منطقه معاف از مالیات دیگر در جهان در پیوند با اسناد معروف به اسناد پارادایس که مربوط به بازه زمانی ۱۹۵۰ تا ۲۰۱۶ هستند، خبرساز شد.
در سال ۲۰۱۷، توفان ایرما، که قوی‌ترین توفان منطقه در یک دهه اخیر بود، باعث وزش بادهایی به سرعت ۲۹۵ کیلومتر در ساعت شده و خسارت‌های فراوانی به آنتیگوآ و باربودا زد که بیشتر این آسیب در جزیره باربودا رخ داد.

## نگارخانه

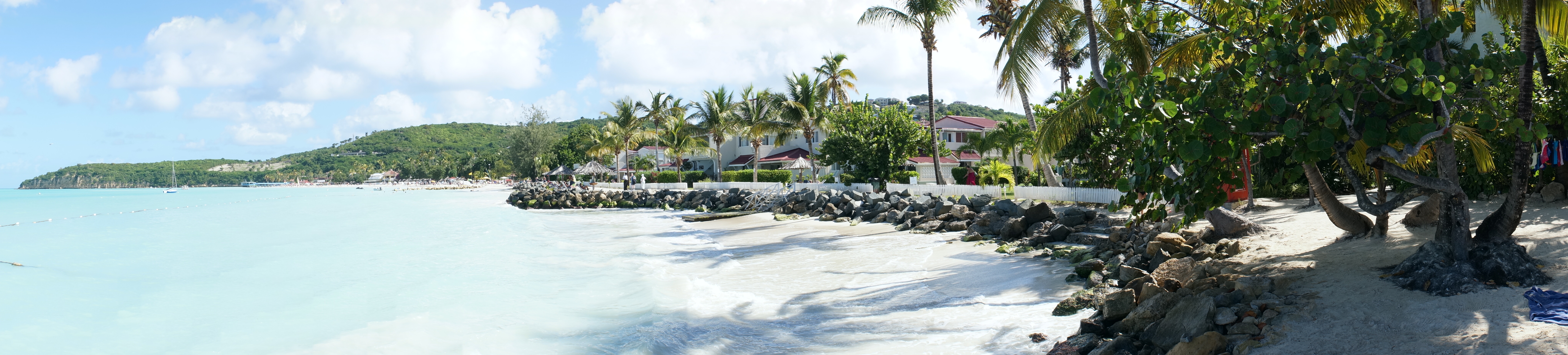
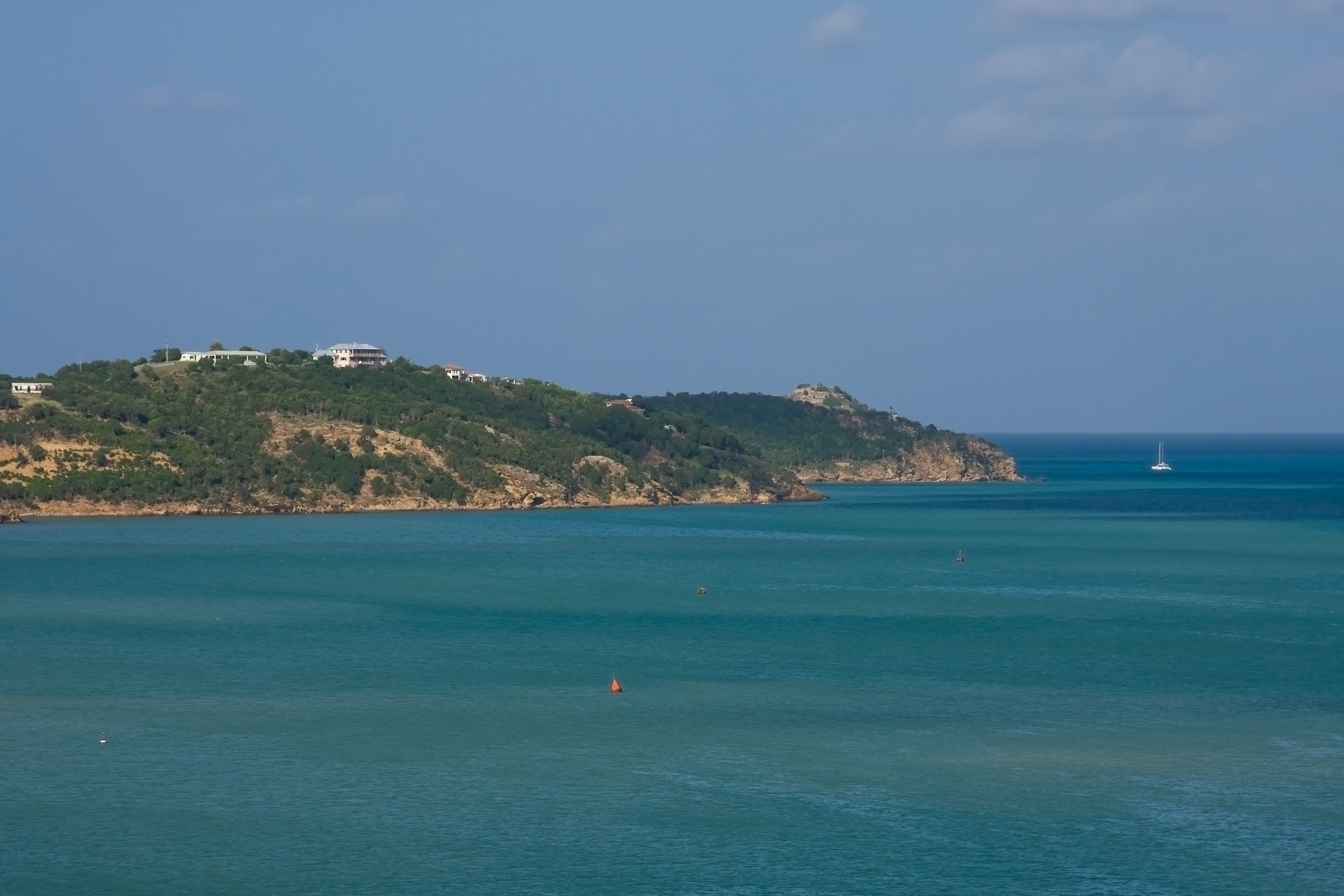
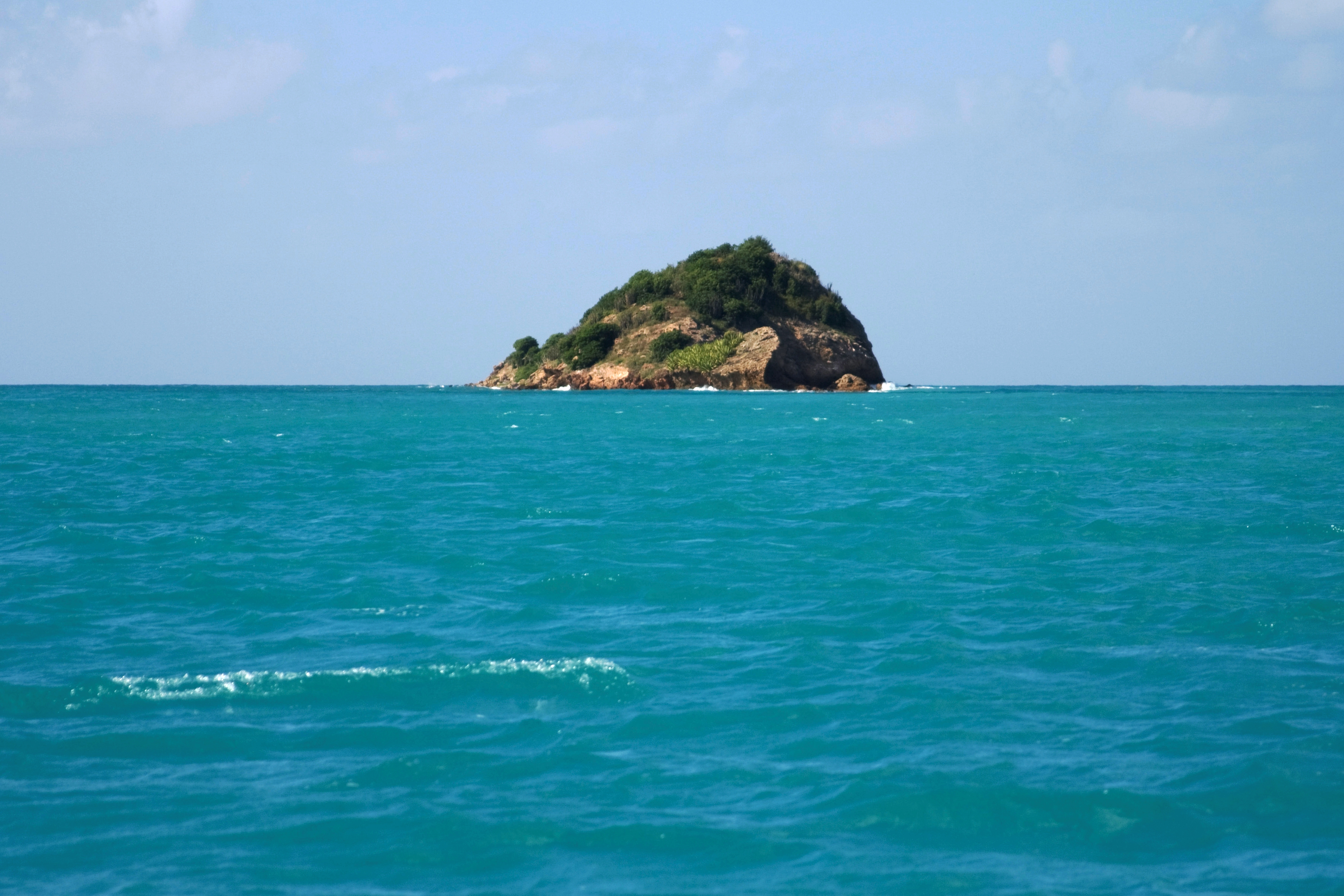
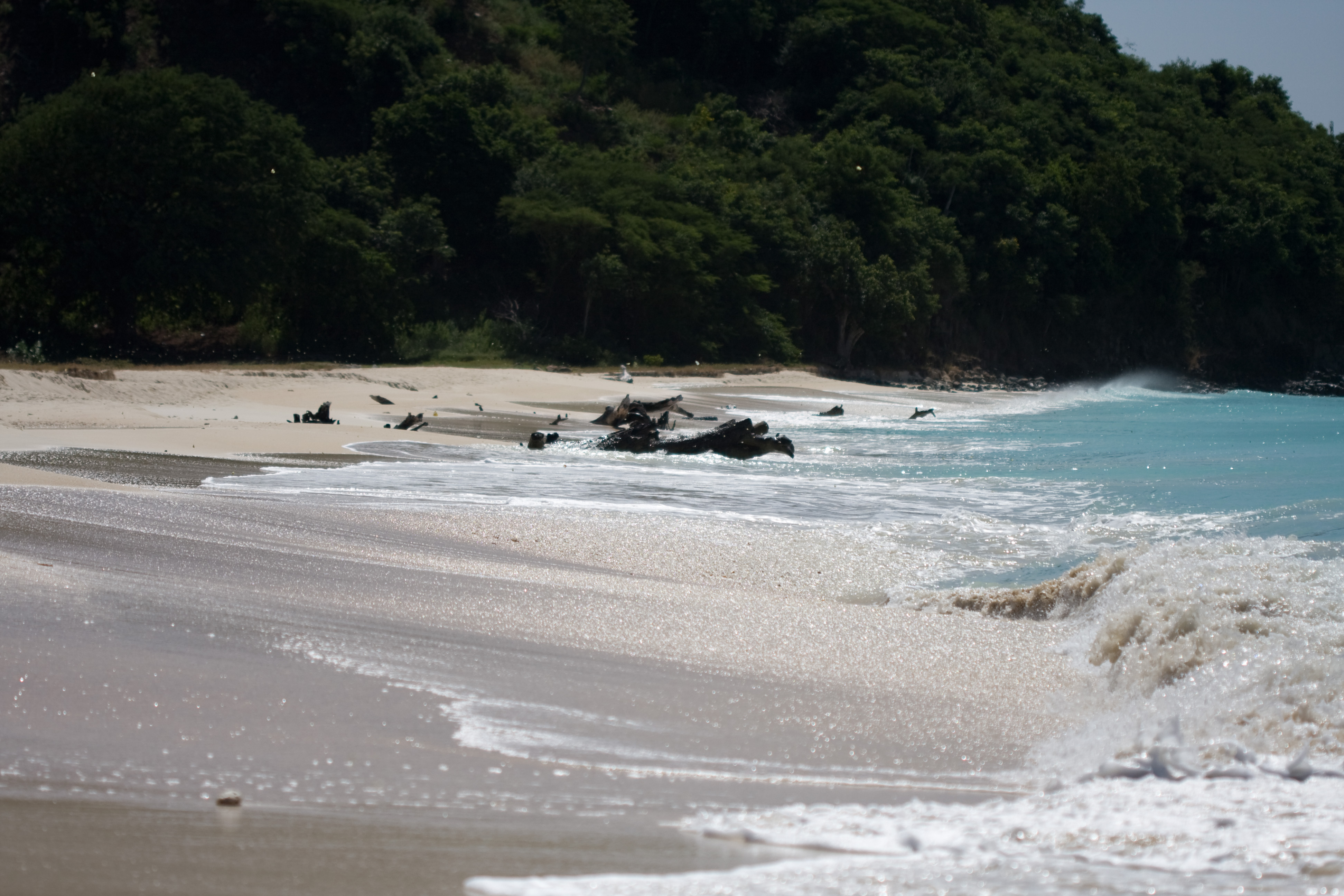
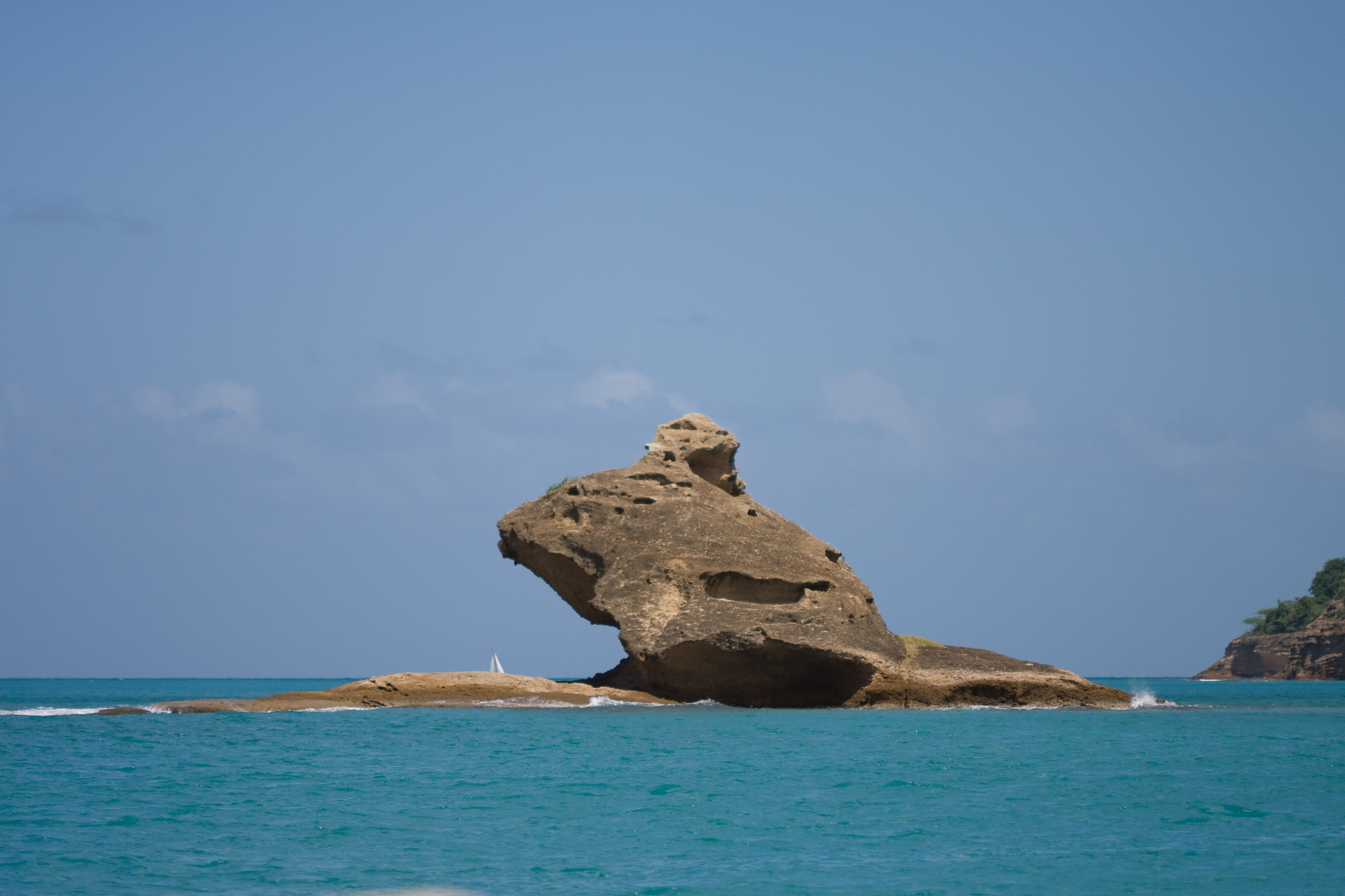
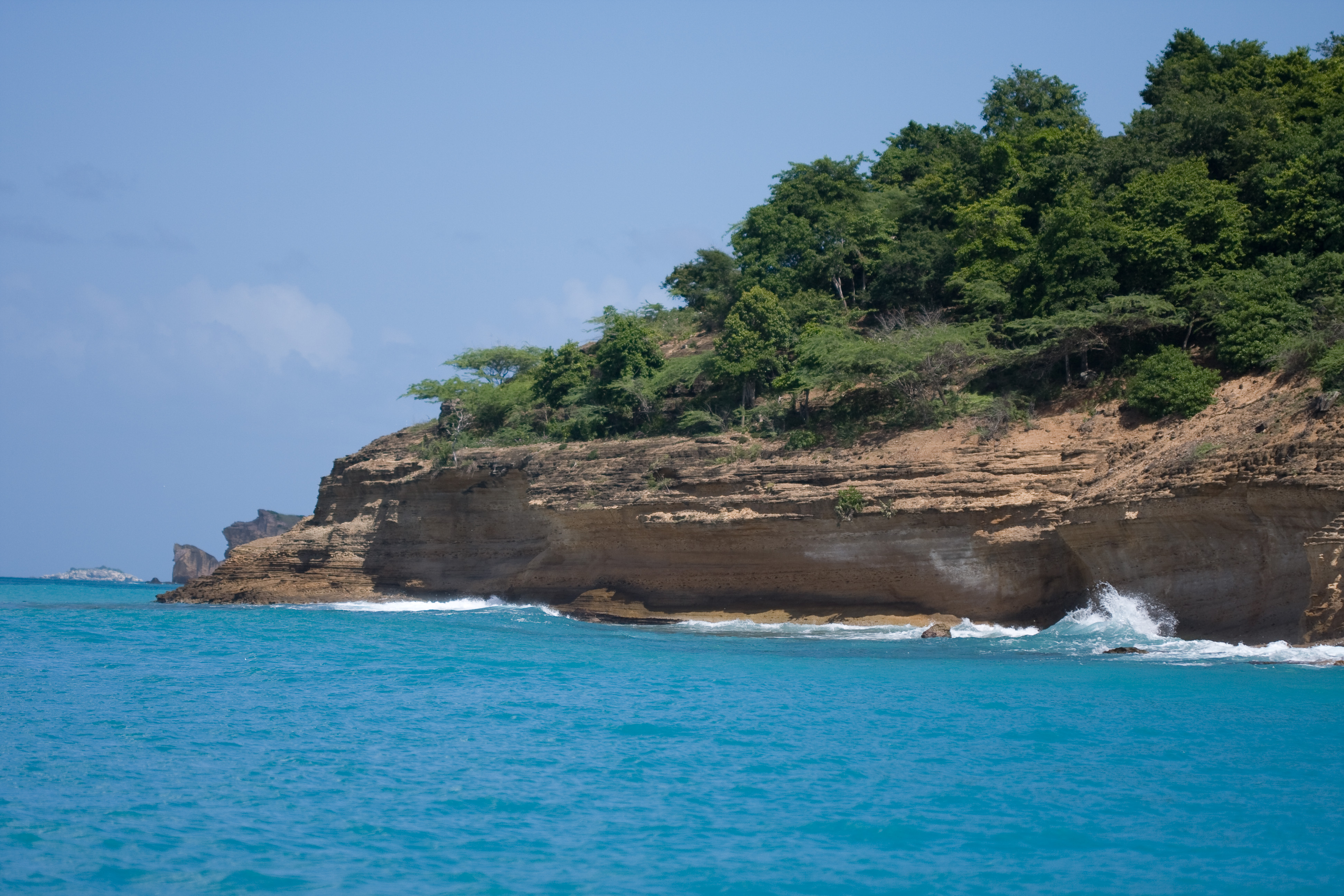
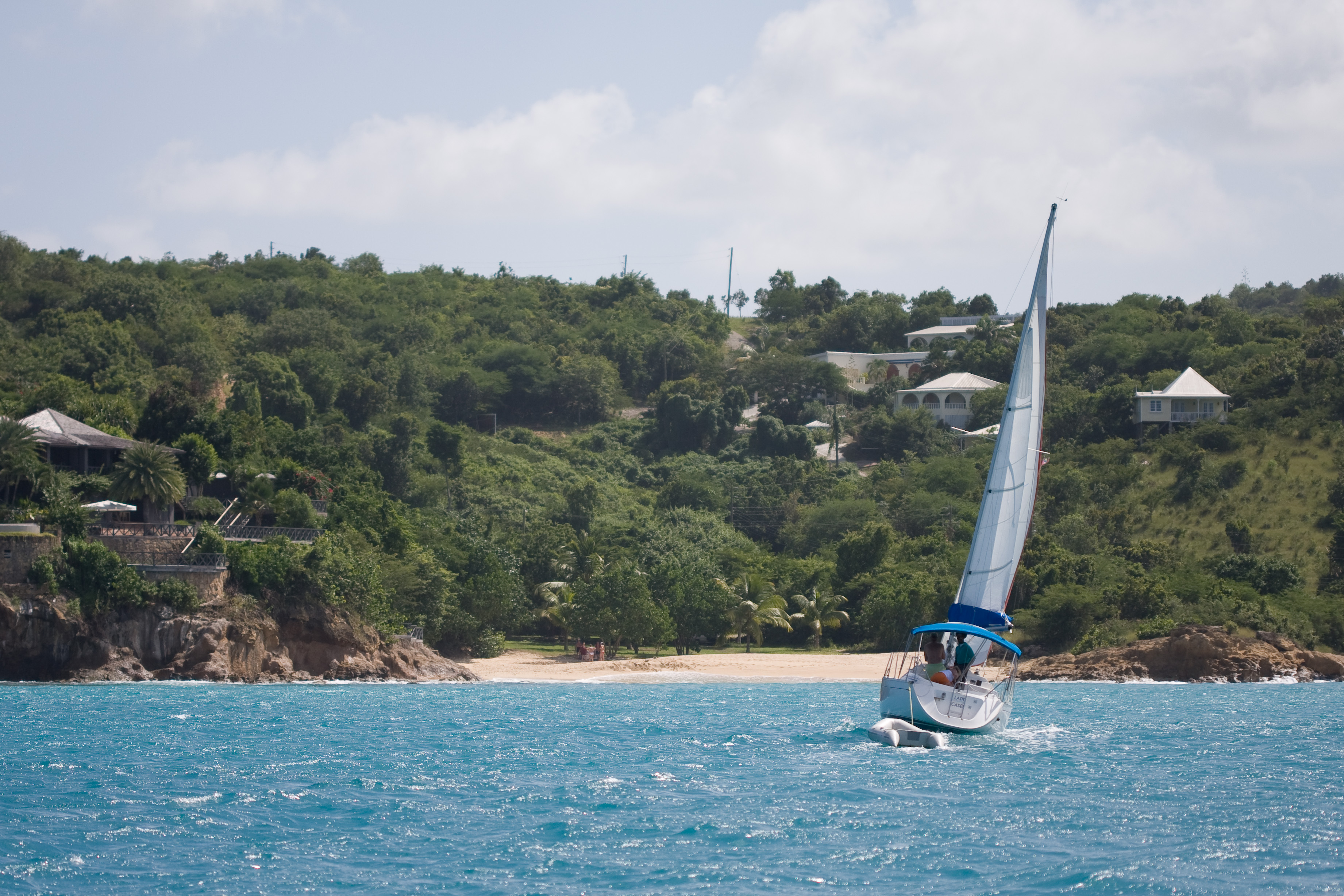
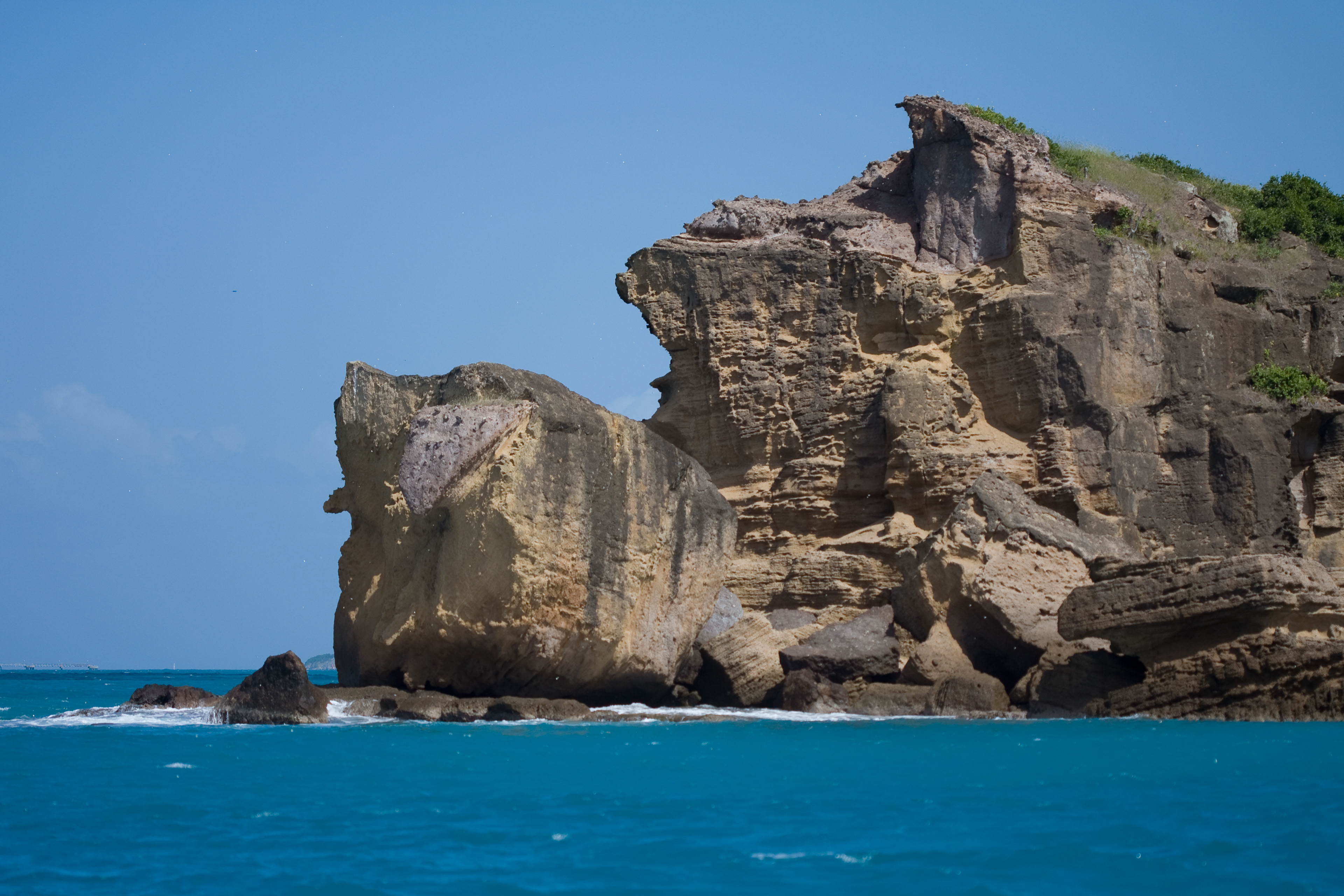
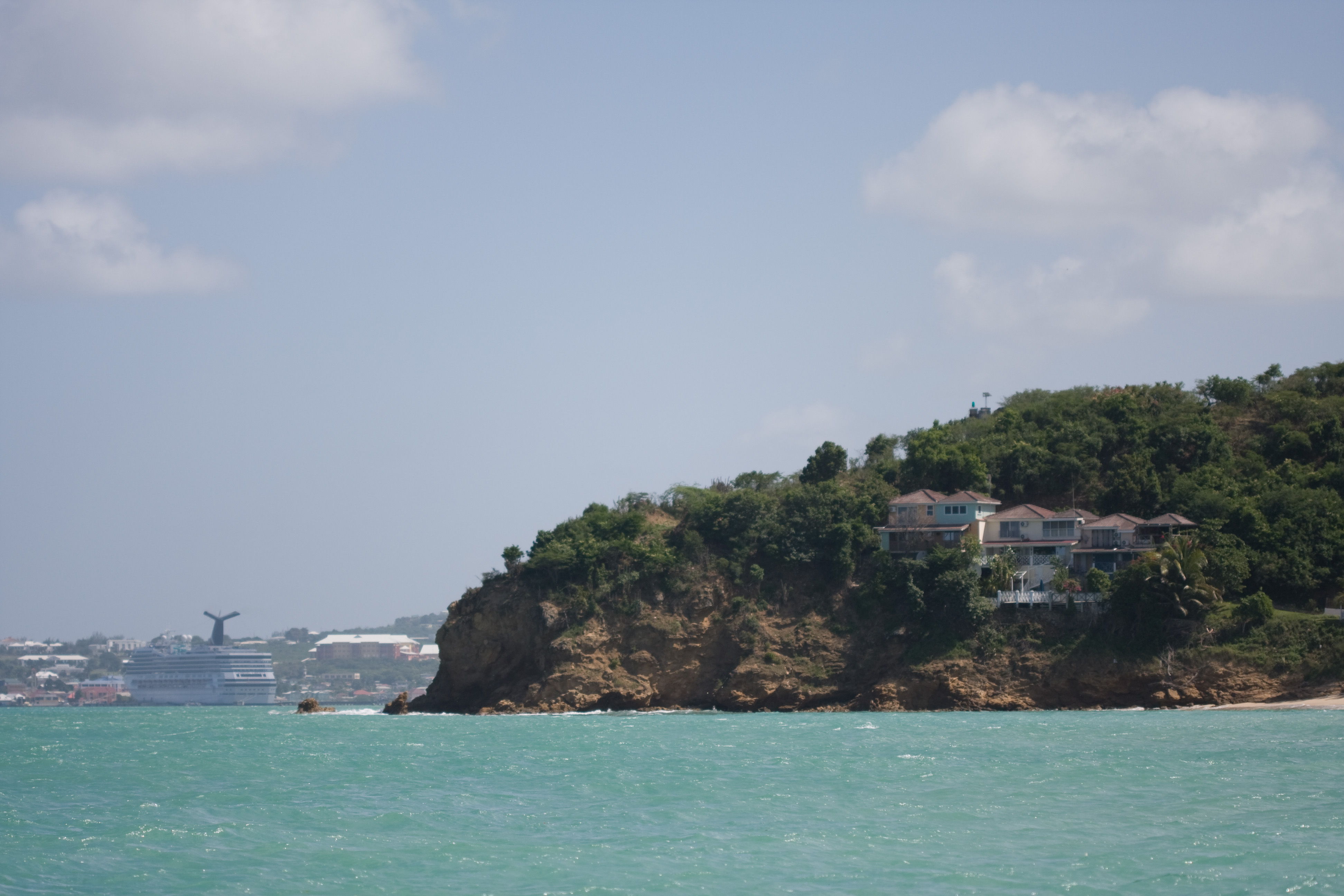
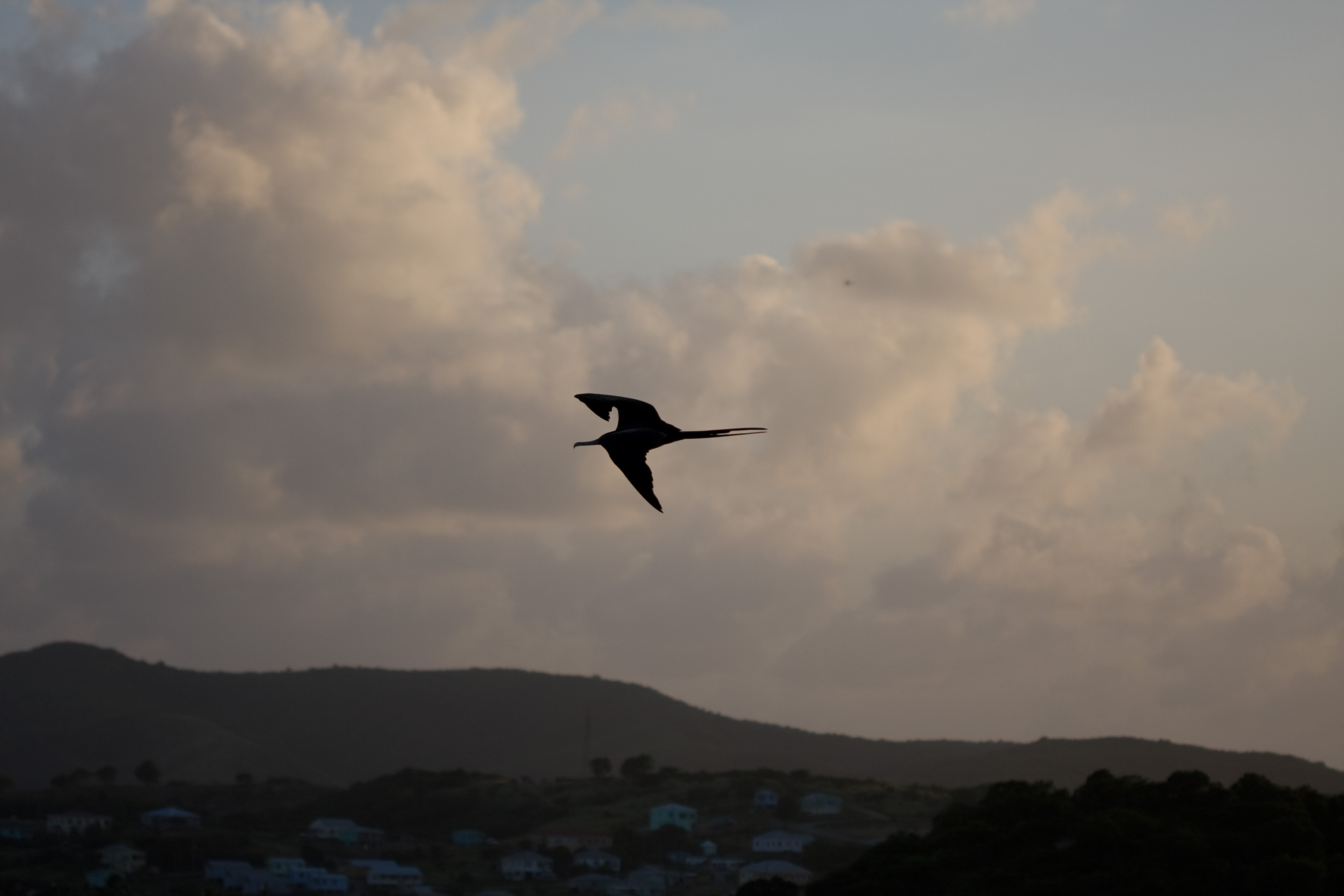
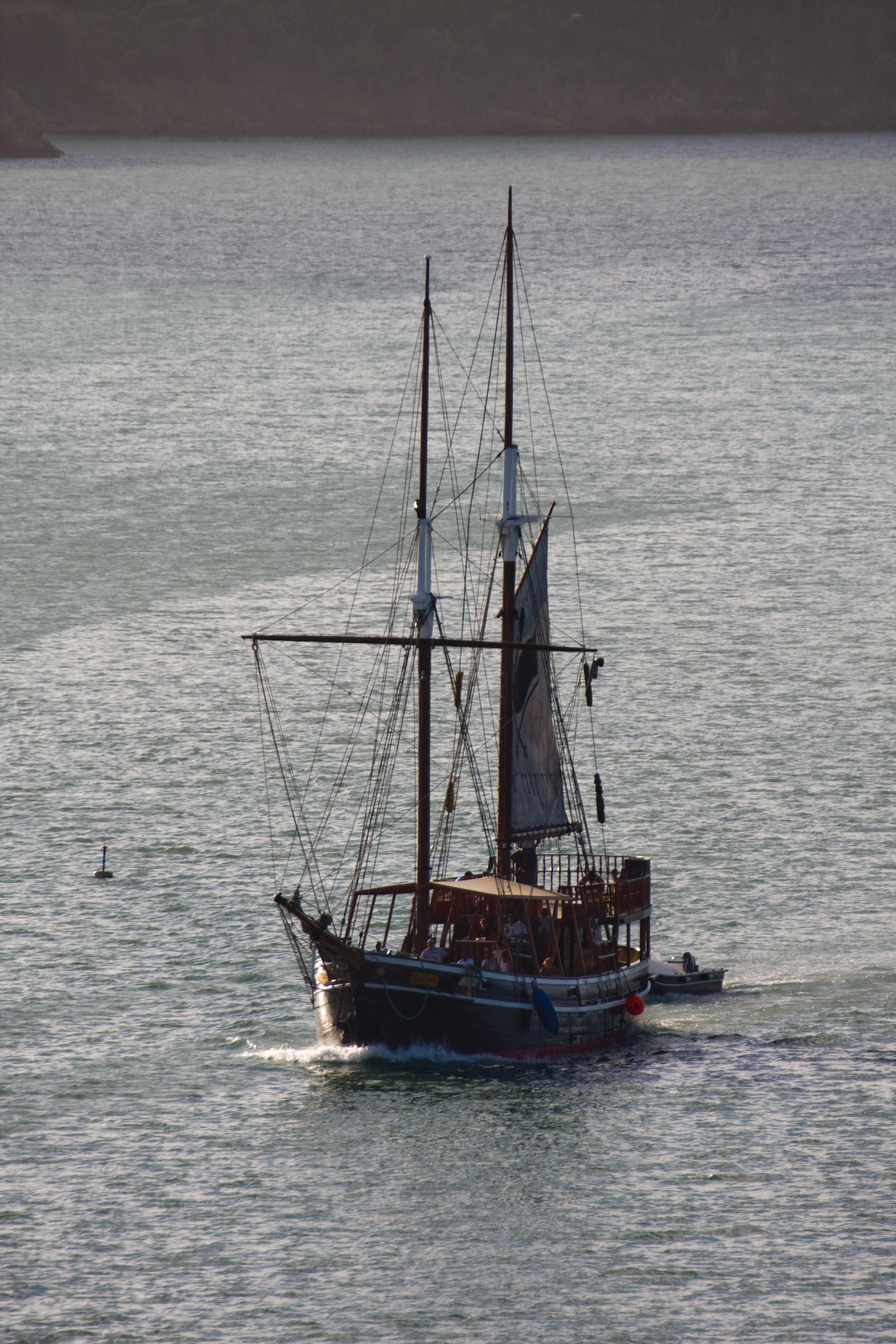
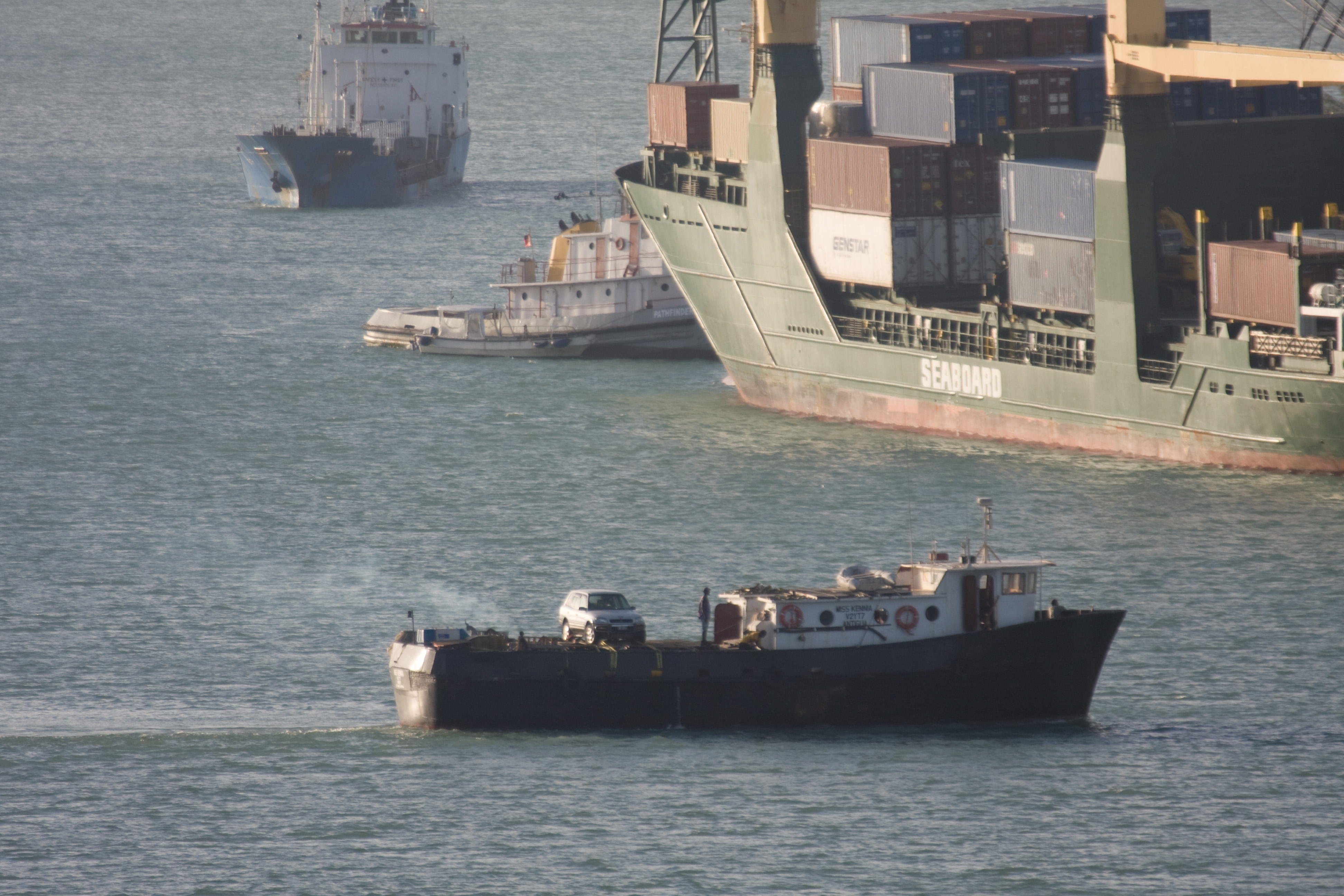
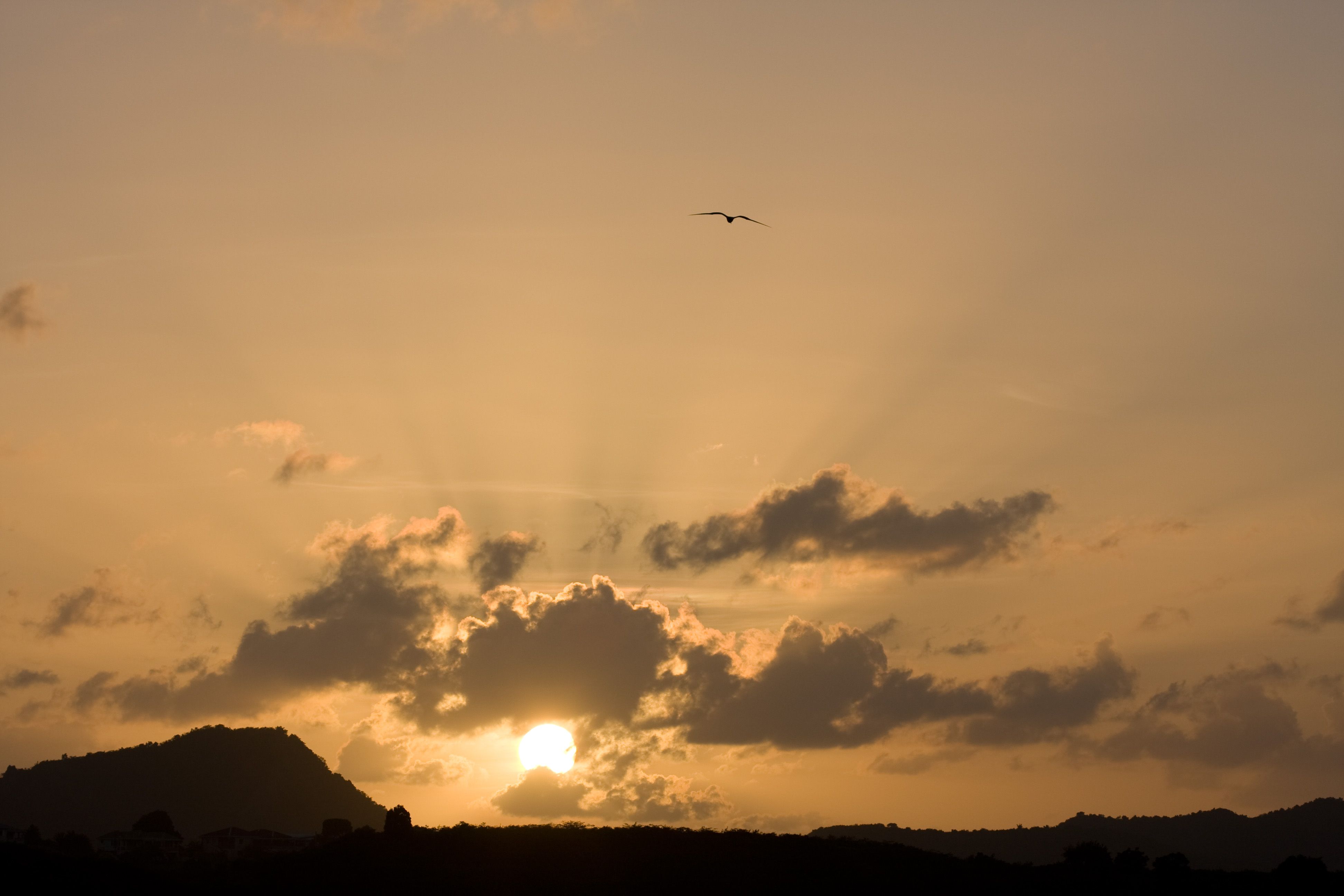
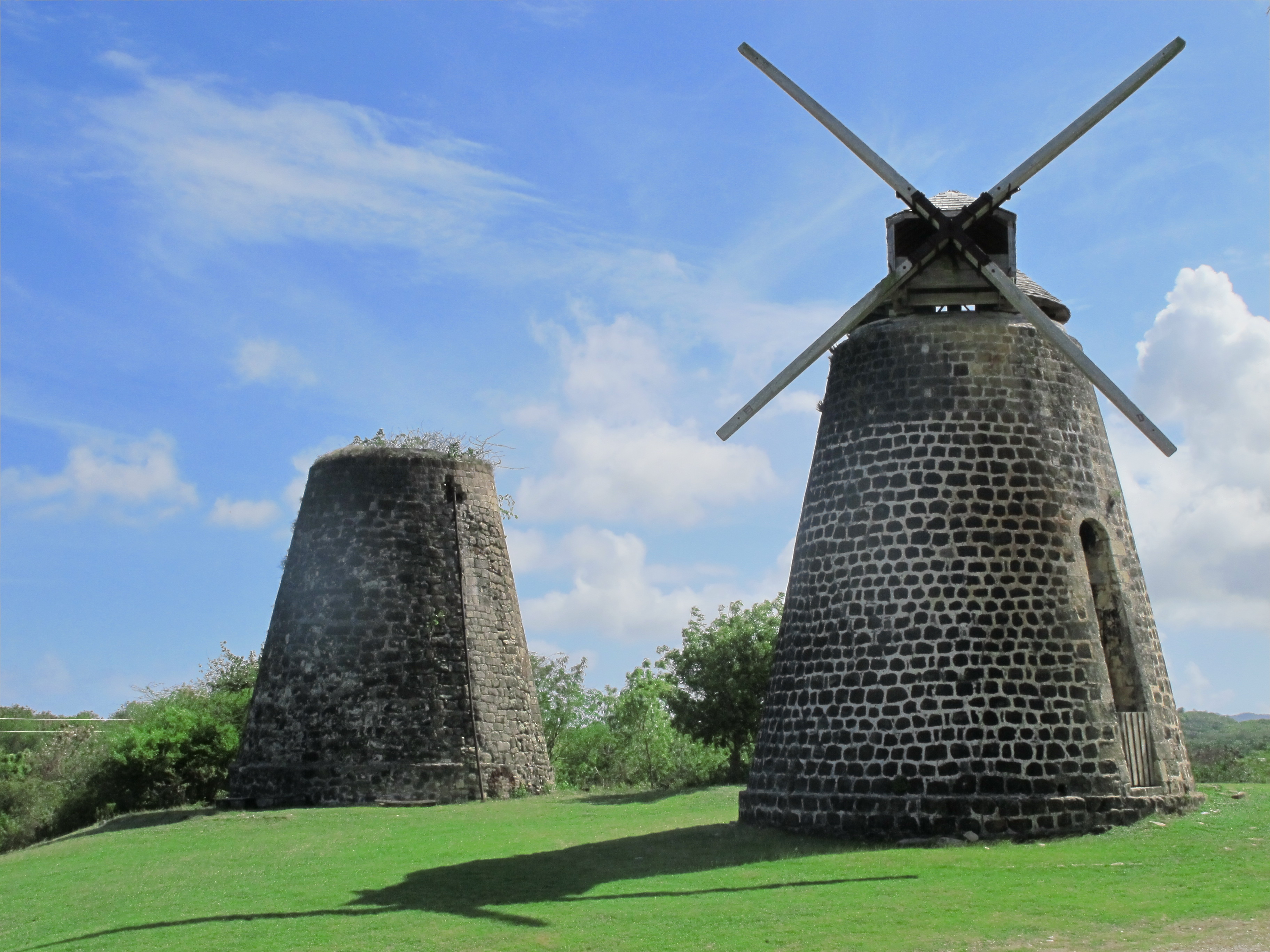